# Liste de tissus
Voici une liste des tissus ou motifs usuels.
- Haut – A
- B
- C
- D
- E
- F
- G
- H
- I
- J
- K
- L
- M
- N
- O
- P
- Q
- R
- S
- T
- U
- V
- W
- X
- Y
- Z

## A
- Acca
- Agnellat
- Aïda
- Aléoutienne
- Alépine
- Alpaga
- Amazone
- Ancélia
- Andrinople
- Anglaise
- Angora
- Angoratine
- Armoisin
- Astrakan
- Aubusson

## B
- Bachette
- Bagdad
- Barège
- Batik
- Batiste
- Bengaline
- Bogolan
- Brocart
- Buckram
- Bure

## C
- Caban
- Cachemire
- Cadès
- Cadis
- Calicot
- Calle
- Caméléon
- Camelot
- Chambray
- Chameau
- Chevron
- Chintz
- Cloqué
- Cordelat
- Cordura
- Côtelé
- Coton
- Coutil
- Crêpe
- Cretonne
- Crin
- Croisé
- Chanvre
- Cuir

## D
- Daim
- Damas
- Denim ou jean
- Dentelle
- Denim
- Diamantine
- Drap
- Droguet (tissu de laine)

## E
- Écossais
- Éolienne
- Éponge
- Étamine

## F
- Faille
- Ferrandine
- Feutre
- Fil à fil
- Flanelle
- Fouta

## G
- Gabardine
- Gaze
- Gourgouran
- Granité
- Gros de Tours
- Gore-Tex

## H
- Haïtienne

## I
- Impériale
- Imprimé ameublement
- Indienne

## J
- Jacquard
- Japon
- Jean ou denim
- Jersey
- Jouy (toile de Jouy-en-Josas)
- Jute

## K
- Kelsch

## L
- Lagos
- Laine
- Lambswool
- Lamé
- Lampas
- Liberty
- Lin
- Linon
- Loden
- Longotte
- Lycra
- Lainen

## M
- Madras
- Marceline
- Métis
- Mérinos
- Mignonnette
- Minky
- Mohair
- Moire
- Moiré (effet)
- Moleskine
- Molleton
- Mousseline

## N
- Nansouk
- Natte
- Nid d'abeilles
- Ninon
- Nappage
- Nubuck

## O
- Organdi
- Ottoman
- Organza
- Oxford
- Occultant

## P
- Panama
- Pashmînâ
- Pékiné
- Percale
- Pied de poule
- Pilou
- Piqué
- Piqueté
- Plumetis
- Polonaise
- Pongé
- Popeline
- Prince-de-Galles
- Paisley

## Q
- Quadrillé

## R
- Raphia
- Rami
- Rayonne, autre nom de la viscose
- Régence
- Reps
- Romanco
- Royale

## S
- Sari
- Sabra
- Satin
- Seersucker
- Serge
- Sergine
- Serpentine
- Shetland, laine moelleuse en poil des moutons des îles Shetland (Dictionnaire du CNTRL)
- Singalette, mousseline ordinaire, toile de coton dont on fait de la gaze hydrophile (Dictionnaire du CNTRL)
- Soie
- Suède
- Suedine de coton

## T
- Tabis
- Taffetas
- Tapa
- Tarlatane
- Tartan
- Tennis
- Tobralco
- Toile de Jouy
- Toile huilée
- Toile paysanne
- Toile tailleur
- Tricot
- Triplure
- Tulle
- Tussor
- Tweed
- Twill

## V
- Velours
  - velours à bouquets
  - velours à ferronneries
  - velours à la reine
  - velours à moustaches
  - velours à parterre
  - velours à ramages
  - velours antique
  - velours au sabre
  - velours bosselé
  - velours bouclé
  - velours broderie
  - velours chiffon
  - velours chiné
  - velours cinq cents-raies
  - velours ciselé
  - velours cordelet
  - velours cordé
  - velours côtelé
  - velours coupé
  - velours crêpe de Chine
  - velours d'Amiens
  - velours de coton
  - velours de Gênes
  - velours de gueux
  - velours de laine
  - velours de Lyon
  - velours de Paris
  - velours de Parse
  - velours deux corps
  - velours d'Italie
  - velours du Nord
  - velours d'Utrecht
  - velours en plein
  - velours enlevé
  - velours épinglé
  - velours façonné
  - velours florentin
  - velours frappé
  - velours frisé
  - velours froissé
  - velours gandin
  - velours gaufré
  - velours Grégoire
  - velours jardinière
  - velours Manchester
  - velours mille-raies
  - velours miniature
  - velours miroir
  - velours ottoman
  - velours Parthenos
  - velours paysan
  - velours Pékin
  - velours pour chapeaux
  - velours pour col
  - velours relevé
  - velours sans envers
  - velours sans pareil
  - velours simulé
  - velours trame
  - velours triple corps
  - velours turc
  - velours uni
  - velours vénitien
- Veloutine
- Velventine
- Velveret
- Velverette
- Verquelure
- Vichy
- Vigogne
- Vinyle
- Viscose
- Viyella

## W
- Wax (ou « tissu africain »)
- Whipcord

## Z
- Zenana
- Zibeline